# Terminologia Anatomica
Terminologia Anatomica (viết tắt là TA; tạm dịch: Thuật ngữ giải phẫu) là tiêu chuẩn quốc tế về thuật ngữ giải phẫu người, được phát triển bởi Ủy ban Liên đoàn về thuật ngữ giải phẫu (FCAT) và Liên đoàn Quốc tế các Hiệp hội của các nhà Giải phẫu học (IFAA) và được xuất bản vào năm 1998.  Nó thay thế tiêu chuẩn trước đó, Nomina Anatomica. Thuật ngữ giải phẫu bao gồm các thuật ngữ cho khoảng 7500 cấu trúc giải phẫu học đại thể người. Vào tháng 4 năm 2011, Terminologia Anatomica đã được đăng tải trực tuyến bời Chương trình Quốc tế Liên đoàn về các thuật ngữ giải phẫu (FIPAT), tổ chức kế nhiệm cho FCAT.

## Danh mục các cấu trúc giải phẫu
Terminologia Anatomica chia các cấu trúc giải phẫu thành các mục chính như sau (Tiêu chuẩn Latinh nằm trong ngoặc):

### A01: Giải phẫu tổng quan (anatomia generalis)
- Các thuật ngữ chung (anatomia generalissima)

1. Các bộ phận cơ thể người
2. Các mặt phẳng, trục và định khu

### A02: Xương (ossa)
- Các thuật ngữ chung

1. Sọ
2. Các xương sọ
3. Cột sống
4. Các xương chi trên
5. Các xương chi dưới

### A03: Khớp (juncturae)
- Các thuật ngữ chung

1. Các khớp hộp sọ
2. Các khớp cột sống
3. Các khớp ngực
4. Joints of pelvic girdle
5. Các khớp chi trên
6. Các khớp chi dưới

### A04: Cơ (musculi)
- Các thuật ngữ chung

1. Các cơ vùng đầu
2. Các cơ vùng cổ
3. Các cơ vùng lưng
4. Các cơ vùng ngực
5. Các cơ vùng bụng
6. Các cơ vùng chi trên
7. Các cơ vùng chi dưới
8. Các bao gân và túi hoạt dịch

### A05: Hệ tiêu hóa (systema digestorium)
1. Miệng
2. Họng
3. Hầu
4. Thực quản
5. Dạ dày
6. Ruột non
7. Ruột già
8. Gan, túi mật
9. Tụy

### A06: Hệ hô hấp (systema respiratorium)
1. Mũi
2. Thanh quản
3. Khí quản
4. Phế quản
5. Phổi

### A08: Hệ tiết niệu (systema urinarium)
1. Thận
2. Niệu quản
3. Bàng quang
4. Niệu đạo nữ
5. Niệu dạo nam

### A09: Hệ sinh dục (systemata genitalia)
1. Cơ quan sinh dục trong của phụ nữ
2. Cơ quan sinh dục ngoài của phụ nữ
3. Cơ quan sinh dục trong của nam giới
4. Cơ quan sinh dục ngoài của nam giới
5. Đáy chậu

### A10: Khoang chậu và ổ bụng (cavitas abdominis et pelvis)
- http://www.unifr.ch/ifaa/Public/EntryPage/ViewTA/TAa10.html

### A11: Tuyến nội tiết (glandulae endocrinae)
1. Tuyến yên
2. Tuyến tùng
3. Tuyến giáp trạng
4. Tuyến cận giáp
5. Tuyến thượng thận
6. Tiểu đảo tụy

### A12: Hệ tim mạch (systema cardiovasculare)
- Các thuật ngữ chung

1. Tim
2. Động mạch
3. Tĩnh mạch
4. Lymphatic trunks and ducts

### A13: Hệ bạch huyết (systema lymphoideum)
1. Các cơ quan bạch huyết nguyên phát
2. Các cơ quan bạch huyết thứ phát
3. Các hạch bạch huyết định khu

### A14: Hệ thần kinh (systema nervosum)
- Các thuật ngữ chung

1. Hệ thần kinh trung ương
  1. Màng não
  2. Tủy sống
  3. Não
  4. Hành não
  5. Cầu não
  6. Trung não
  7. Tiểu não
  8. Gian não
  9. Đoan não
2. Hệ thần kinh ngoại vi
  1. Các dây thần kinh sọ
  2. Các dây thần kinh tủy
3. Hệ thần kinh tự chủ

### A15: Bộ phận giác quan (organa sensuum)
1. Cơ quan khứu giác (mũi và các cấu trúc liên quan) - Xem thêm: khứu giác.
2. Mắt và các cấu trúc liên quan (Thị giác).
3. Tai (Thính giác).
4. Cơ quan vị giác (lưỡi và các cấu trúc liên quan) - Xem thêm: Vị giác.

### A16: Vỏ bọc (integumentum commune)
- Da

1. Mô dưới da